# Tabernaemontanus

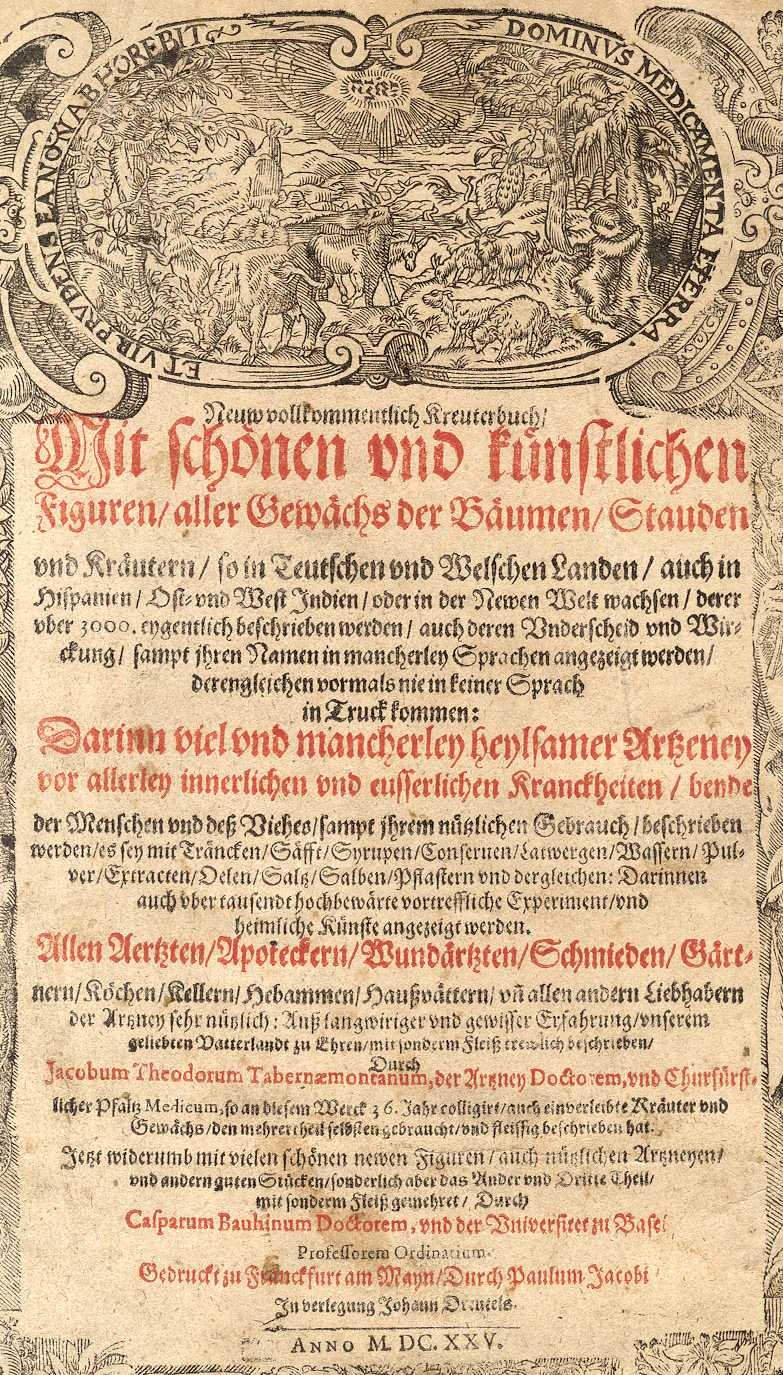
Frontispicio de Neuw Vollkommentlich Kreuterbuch, edición de 1625

Tabernaemontanus, en realidad Jakob Dietrich, Jacob Ditter/Diether bzw. Jacob Theodor (1522, Bad Bergzabern; † agosto 1590, Heidelberg), fue un botánico, médico y profesor de medicina y botánica.  Tabernaemontanus es el nombre latinizado del topónimo de Bad Bergzabern.

## Biografía
Poco se sabe acerca de la vida del "padre de la botánica alemana". En 1545 Jacobus Theodorus Tabernaemontanus fue mencionado por primera vez como estudiante de Hieronymus Bock. En 1549 era el médico privado del conde Philipp III de Nassau-Sarrebruck-Weilbrug y desde 1562 estudió en Heidelberg. 
En 1564, trabajó como médico particular del obispo de Speyer, Marquard von Hattstein, y después como médico de pueblo en la ciudad independiente de Worms.
Tabernaemontanus pasó las últimas décadas de su vida en Heidelberg como médico privado al príncipe elector. Se dice que estuvo casado tres veces, engendrando 18 hijos. 
La obra más importante de Tabernaemontanus  es el "Neuwe Kreuterbuch", publicado en 1588, que incluye  más de 2300 ilustraciones, grabados, que Jacobus Theodorus Tabernaemontanus elaboró durante toda su vida. Escrito en la tradición de los libros sobre hierbas conocidas entonces por Brunfels, Fuchs, Bock y Mattioli, su trabajo es muy diferente de la de sus predecesores, debido a los mejores grabados y muy aptas descripciones. 
Pero en su libro el aspecto botánico tomó menos importancia que el de la información médica. La obra fue reimpresa en numerosas ediciones hasta el siglo XVIII.

## Obra
Fue autor de obras sobre temas botánicos y médicos.
- 1581  Neuw Wasserschatz[4]

- 1588 publicó el Neuw Kreuterbuch Digitalisada, su obra maestra, que lo hizo famoso. Este libro sobre hierbas lo convirtió en uno de los más grandes botánicos del siglo XVI

- 1590  publicó en Frankfurt Eicones plantarum seu stirpium, una obra que contiene 2255 xilografías de plantas de la edición del libro de herbáceas, de 1588.

- Iacobi Theodori Tabernaemontani Neu vollkommen Kräuter-Buch : darinnen uber 3000 Kräuter, mit schönen und kunstlichen Figuren, auch deren Unterscheid und Wirckung, sampt ihren Namen in mancherley Spraachen beschrieben, deßgleichen auch, wie dieselbige in allerhand Kranckheiten, beyde der Menschen und des Viehs, sollen angewendet und gebraucht werden, angezeigt wird (Nuevo libro por completo a base de hierbas: más de 3000 hierbas, con hermosas figuras y artificiales, incluso de Scheid y Wirckung, describiendo, también con uniformidad en todo tipo de Kranckheiten, Beyde de las personas y el ganado se aplican y ser utilizado, se muestra. Theodorus, Jacobus. Basel : König / Werenfels, 1664.  en línea de la Univ. y Biblioteca Estatal de Düsseldorf

- Jacobi Theodori Tabernæmontani Neü vollkommen Kräuter-Buch : Darinnen Uber 3000. Kräuter/ mit schönen und kunstlichen Figuren/ auch deren Underscheid und Würckung/ sam̄t ihren Namen in mancherley Sprachen beschrieben ; Deßgleichen auch/ wie dieselbige in allerhand Kranckheiten/ beyde der Menschen und des Viehs/ sollen angewendet und gebraucht werden/ angezeigt wird. Basel ; Offenbach am Mäyn : König, 1731. en línea de la Univ. y Biblioteca Estatal de Düsseldorf

## Honores

### Eponimia
Charles Plumier otorgó su nombre al género Tabernaemontana de la familia de plantas (Apocynaceae). Linneo más tarde adoptó el nombre.